# 細尾小美腹鯰
細尾小美腹鯰，為輻鰭魚綱鯰形目甲鯰科的其中一種，為熱帶淡水魚，分布於南美洲巴西巴拉那河上游的Araguari、Perdizes、Dourados河流域，體長可達4.3公分，棲息在底層水域，生活習性不明。

## 扩展阅读
維基物種上的相關：細尾小美腹鯰